# Kondenzacijski kotao
Kondenzacijski kotlovi su grijači vode visoke učinkovitosti koja se postiže korištenjem otpadne topline da bi se zagrijala vode koja ulazi u kotao. Mogu biti pogonjeni plinom ili naftom, a naziv kondenzacijski kotlovi su dobili jer vodena para proizvedena tijekom izgaranja se kondenzira u vodu koja se odvodi. U mnogim zemljama njihova upotreba je obavezna ili se financijski potiče.

## Princip rada
U običnom kotlu, izgaranjem goriva nastaju vrući dimni plinovi koji prolaskom kroz izmjenjivač topline predaju veći dio svoje energije vodi, što se očituje u porastu temperature vode.
U dimnim plinovima nalazi se i vodena para koja nastaje izgaranjem goriva koje ima udio vodika. Kondenzacijski kotao izvlači dodatnu toplinu iz otpadnih plinova kondenzirajući vodenu paru, čime se iskorištava ostatna toplina isparavanja. Uobičajeno povećanje učinkovitosti može biti oko 10-12%. Učinkovitost ovog procesa varira u ovisnosti o temperaturi vode koja se vraća u kotao, ali za iste uvjete učinkovitost je najmanje jednaka učinkovitosti nekondenzacijskog kotla.
Proizvedeni kondenzat je slabo kiseo, pH 3-5, što utječe na izbor materijala koji se koristi gdje je prisutan kondenzat. Na visokim temperaturama se koriste aluminijeve legure i nehrđajući čelici, a u niskotemperaturnim područjima najisplativija je upotreba plastike, poput PVC-a i polipropilena. Za odvod ostatne energije kondenzacije potrebno je ugraditi dodatni izmjenjivač topline, što je jedina razlika u odnosu na nekondenzacijski kotao.
Da bi izmjenjivač topline kondenzacijskog kotla bio što ekonomičniji u upotrebi potrebna je najmanja moguća veličina za njegovu izlaznu energiju.

## Upotreba
Kondenzacijski kotlovi sada uvelike zamjenjuju konvencionalne uređaje za napajanje centralnog grijanja domaćinstava u Europi i, u manjoj mjeri, u Sjevernoj Americi. Nizozemska je prva zemlja koja ih je uvela u široku upotrebu. U Europi njihovu upotrebu snažno su zagovarali ekološki pobornici i državna tijela za smanjenje potrošnje energije. Primjerice u Velikoj Britaniji od 2005. godine svi novi centralni sustavi za grijanje na plin moraju biti visoko učinkoviti kondenzacijski kotlovi, osim ako postoje izvanredne okolnosti, a isto vrijedi i za naftom pogonjene kotlove od 1. travnja 2007. godine. U Sjedinjenim Američkim Državama postoji Savezni porezni kredit za ugradnju kondenzacijskih kotlova te dodatni popusti u nekim saveznim državama. Pad cijena prirodnog plina u Sjevernoj Americi nije omeo rekonstrukciju postojećih kotlovnica s kondenzacijskom opremom.

## Učinkovitost
Proizvođači kondenzacijskih kotlova tvrde da se može postići toplinsku učinkovitost od 98%. Obični modeli nude učinkovitost oko 90%, što većinu kondenzacijskih kotlova stavlja u razred najviših dostupnih kategorija za energetsku učinkovitost. Radna svojstva kotla zasnivaju se na učinkovitosti prijenosa topline te uvelike ovise o veličini kotla i izmjenjivača. Izvedba sustava i instalacija su kritični. 
Jedan od razloga za pad učinkovitosti je izvedba jer uvođenje sustava grijanja daje povratnu vodu što značajno sprječava kondenzaciju u izmjenjivaču topline.
Proizvođači često navode učinkovitost kondenzacijskih kotlova višu od 100%. Što je pravilno ako se za računanje učinkovitosti uzima donja ogrijevna vrijednost goriva kao energija oslobođena prilikom isparavanja, a kondenzacijski kotlovi iskorištavanjem energije kondenziranja iskorištenu energiju približavaju gornjoj ogrijevnoj vrijednosti goriva.

## Svojstva
Konkretno istraživanje The Building Research Establishmenta, koje je je u Velikoj Britaniji veliko istraživačko tijelo u građevinskoj industriji, utvrdilo je sljedeće:
- kondenzacijski kotlovi danas su jednako pouzdani kao i standardni kotlovi,
- kondenzacijski kotlovi nisu ništa kompliciraniji za održavanje, niti im je potreban češći servis,
- održavanje nije skupo, jedini dodatni zadatak je provjeriti ispravan rad odvoda kondenzata,
- kondenzacijski kotlovi nisu komplicirani za ugradnju,
- kondenzacijski kotlovi uvijek su učinkovitiji od standardnih kotlova u istim uvjetima rada.